# Virgil Griffith
Virgil Griffith (nación en 1983), también conocido como Romanpoet, es un programador estadounidense conocido por ser el creador de WikiScanner. Publicó documentos sobre vida artificial y la teoría de la información integrada. En el desarrollo de WikiScanneer Griffith describió su misión como "crear pequeños desastres de relaciones públicas para empresas y organizaciones que no me gustan".

## Biografía
Griffith nació en Birmingham, Alabama y creció en las cercanía de Tuscaloosa. Se graduó de la Escuela de Matemáticas y Ciencia de Alabama en 2002, y luego asistió a la Universidad de Alabama, estudiando ciencias cognitivas. Se trasladó a la Universidad de Indiana en 2004, pero regresó para graduarse cum laude de Alabama en agosto de 2007. En 2014 Griffith recibió el Ph.D. del Instituto de Tecnología de California, bajo la tutoría de Christof Koch, en computación y sistemas neurales. Está afiliado al Instituto Santa Fe como investigador visitante.

## Carrera Informática
Griffith ha dado charlas en las conferencias de hackers Interz0ne, PhreakNIC y HOPE.
En Interz0ne 1, en 2002, conoció a Billy Hoffman, un estudiante de Georgia Tech, que había descubierto una falla de seguridad en el sistema de tarjeta de identificación magnética del campus llamada "BuzzCard". Él y Hoffman colaboraron para estudiar la falla e intentaron dar una charla al respecto en Interz0ne 2 en abril de 2003. Pocas horas antes de la presentación, él y Hoffman, recibieron una orden de cesar y desistir procedente de abogados corporativos que actuaban para Blackboard S.A. Dos días después, recibieron una demanda que alegaba que habían robado secretos comerciales y violado tanto la La Ley de Derechos de Autor para Medios Digitales en el Nuevo Milenio, como la Ley de Espionaje Económico. La demanda se resolvió posteriormente.
El 14 de agosto de 2007, Griffith lanzó una utilidad de software, WikiScanner, que rastreaba las ediciones de artículos de Wikipedia de cuentas no registradas a sus direcciones IP de origen e identificaba las corporaciones u organizaciones a las que pertenecían.
En 2008, junto con Aaron Swartz, Griffith diseñó el proxy Tor2web.

## Escritos
- Virgil Griffith, Markus Jakobsson, 2005. Messin' with Texas: Deriving Mother's Maiden Names Using Public Records. .
- Virgil Griffith, Larry S. Yaeger, 2005, MIT Press. Ideal Free Distribution in Agents with Evolved Neural Architectures. Universidad de Indiana Escuela de Informática y de Departamento de Ciencias Cognitivas.
- Griffith está listado como uno de los colaboradores (bajo el seudónimo "Virgil G") en Elonka Dunin (2006). The Mammoth Book of Secret Codes And Cryptograms. Carroll & Graf. ISBN 0-7867-1726-2.[18]
- Dos artículos en Markus Jakobsson, Steven Myers (2007) Phishing and Counter-Measures: Understanding the Increasing Problem of Electronic Identity Theft. Wiley-Interscience. ISBN 0-471-78245-9.